# Bandryggig hackspett
Bandryggig hackspett (Dryobates scalaris) är en fågel i familjen hackspettar som förekommer i sydvästra USA och Centralamerika söderut till Nicaragua.

## Kännetecken

### Utseende
Bandryggig hackspett är en rätt liten (18 cm) svartvit hackspett med röd hjässa hos hanen, tätt tvärbandad rygg och fläckade eller bandade flanker. Den är mycket lik  chaparralspetten, men denna skiljer sig på att övre delen av ryggen är svart. Vidare är huvudteckningen annorlunda, med mycket bredare svart ögonstreck som går ihop med strupsidestrecket, vilket gör det vita ögonbrynsstrecket smalare och reducerar det vita på kinden till en strimma. Hanen är dessutom röd endast på hjässans baksida, medan den främre delen är vitstreckat svart (bandryggig hackspett har mer utbrett rött längre fram på hjässan och vitprickig panna).

### Läten
Lätet beskrivs som ett vasst "pwik", något mörkare och mer melodiskt än dunspettens. Även en tjattrande serie hörs, gnissligt och fallande likt dunspetten men avslutas med några låga raspiga ljud. Trumningen är mycket snabbt och relativt medellång.

## Utbredning och systematik
Bandryggig hackspett delas in i nio underarter med följande utbredning:
- Dryobates scalaris cactophilus – torra sydvästra USA till nordöstra Baja California och centrala Mexiko
- Dryobates scalaris eremicus – norra Baja California
- Dryobates scalaris lucasanus – södra Baja California
- Dryobates scalaris soulei – ön Cerralvo utanför södra Baja California
- Dryobates scalaris graysoni – Islas Marías (utanför Mexikos västkust)
- Dryobates scalaris sinaloensis – kustområden i västra Mexiko (södra Sonora till Guerrero, sydvästra Puebla och västra Oaxaca)
- Dryobates scalaris scalaris – södra Mexiko (Veracruz och Chiapas)
- Dryobates scalaris parvus – norra Yucatánhalvön och öarna Cozumel och Holbox
- Dryobates scalaris leucoptilurus – Belize, Guatemala och El Salvador till nordöstra Nicaragua

### Släktestillhörighet
Arten placerades tidigare i släktet Picoides, men DNA-studier visar att den endast är avlägset släkt med typarten i släktet, tretåig hackspett. Istället hör den till en grupp övervägande amerikanska hackspettar som även inkluderar släktet Veniliornis. Därför förs därför nu till ett annat släkte, Dryobates.

## Levnadssätt
Bandryggig hackspett hittas i torra miljöer, alltifrån ren busköken till högvuxen mesquite och öppet skogslandskap intill säsongsmässigt uttorkade flodbäddar. Den lever huvudsakligen av insekter, men kan även ta frukt. Fågeln häckar mellan mars och juli.

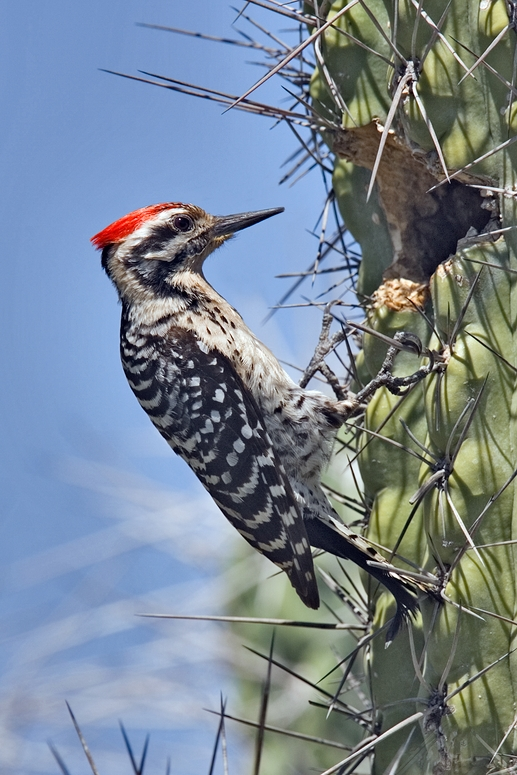

## Status och hot
Arten har ett stort utbredningsområde och en stor population med stabil utveckling. Utifrån dessa kriterier kategoriserar IUCN arten som livskraftig (LC).